# Никитченко, Виталий Федотович
Виталий Федотович Никитченко (укр. Віталій Федотович Нікітченко; 17 марта 1908, Севастополь, — 3 сентября 1992, Киев) — деятель советских органов госбезопасности. Председатель КГБ УССР (1954—1970), генерал-полковник (1967).
Член ВКП(б) с 1940 года. Член ЦК КП Украины (1954—71 гг.). Депутат Верховного Совета УССР (1951—59 гг.). Депутат Верховного Совета СССР (1958—70 гг.).

## Биография
Родился в семье сельского ветеринара. Украинец. С 1926 года работал кочегаром зерносушилки, затем разнорабочим в Севастополе, Мелитополе, Харькове. С 1928 года на учёбе.
Окончил Харьковский государственный институт инженеров железнодорожного транспорта (1931), инженер-механик. Защитил кандидатскую диссертацию по техническим наукам в 1941 году (соответствующий диплом получил в 1950 году). С июня 1931 — инженер управления Южной железной дороги (Харьков), с октября 1931 — аспирант Харьковского государственного института инженеров железнодорожного транспорта, с сентября 1933 — инженер Харьковского паровозного депо им. Ф. Э. Дзержинского, с июня 1934 года — снова в аспирантуре. С 1938 года — ассистент и доцент этого института. В 1941 году был эвакуирован вместе с институтом в Ташкент, где продолжил работу в нём. Доцент (1949).
С июля 1944 года на партийной работе: заместитель секретаря Харьковского обкома КП(б) Украины по транспорту, с декабря 1948 — заведующий транспортным отделом ЦК КП(б) Украины, с июня 1953 — заведующий отделом административных и торгово-финансовых органов ЦК КП Украины.

## В КГБ СССР
Был направлен в только что созданный КГБ при Совете министров СССР в апреле 1954 года для «укрепления» партийными кадрами после чистки органов госбезопасности от «ставленников Берии». С 6 апреля 1954 по 16 июля 1970 года — председатель КГБ при Совете Министров УССР. Одновременно в 1959—1970 годах был членом Коллегии КГБ при Совете Министров СССР. Генерал-майор (1954), генерал-лейтенант (1961), генерал-полковник (1967).
С июля 1970 по июль 1974 года — начальник Высшей Краснознамённой школы КГБ при Совете министров СССР имени Ф.Э. Дзержинского. Затем до 1978 года работал профессором там же на кафедре специальных дисциплин. После отставки (1978 год) проживал в г. Киев.

## Награды
- орден Ленина (1964),
- два ордена Трудового Красного Знамени (1958, 1969),
- орден Красной Звезды (1945),
- орден «Знак Почёта» (1948),
- медали
- «Почётный сотрудник госбезопасности» (1957)